# Tobane
Tobane – wieś w Botswanie w dystrykcie Central. Według spisu ludności z 2011 roku wieś liczyła 2075 mieszkańców.